# 프리모르스키주

프리모르스키주의 문장

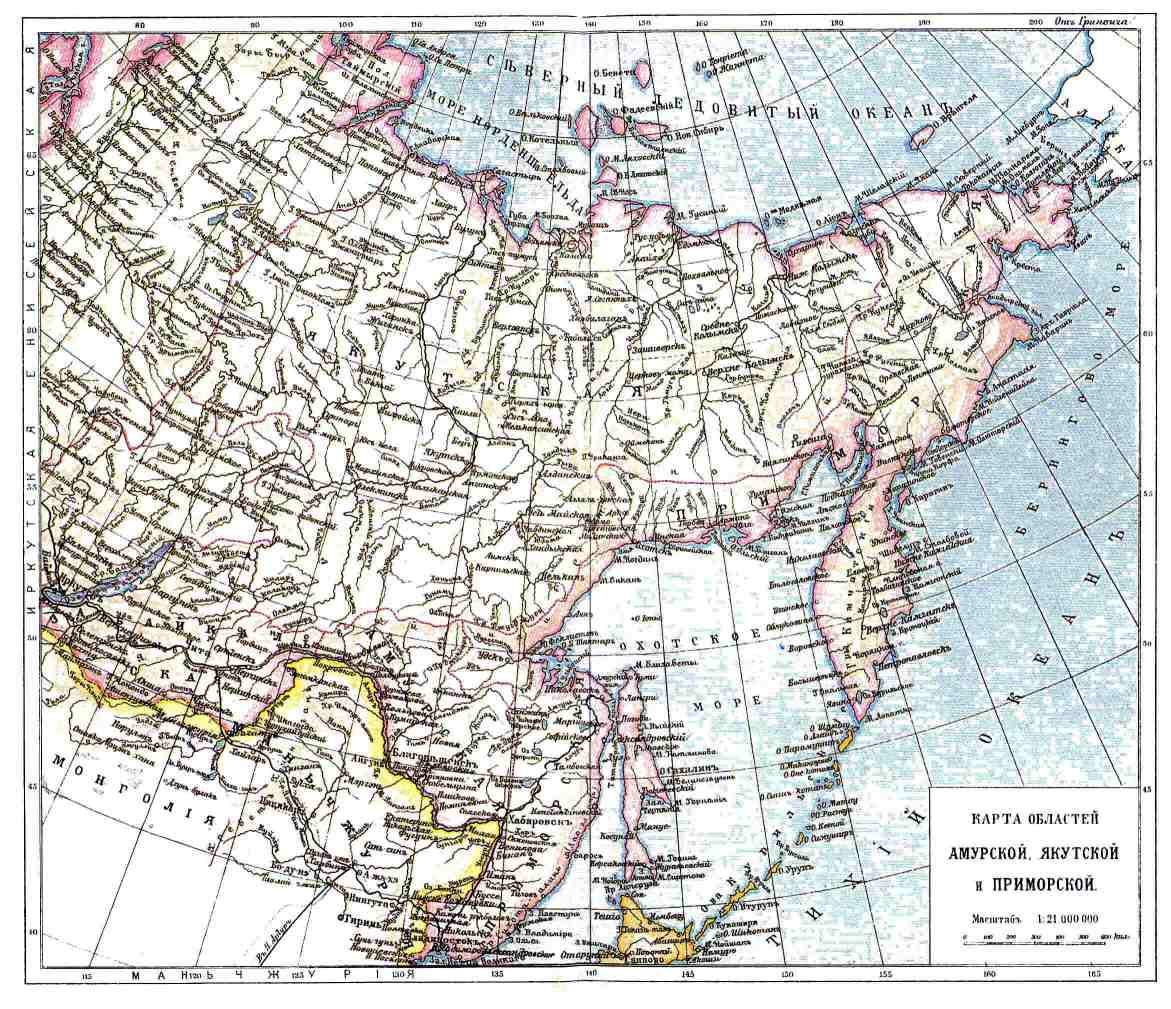
프리모르스키주의 지도

프리모르스키주(러시아어: Приморская область)는 1856년부터 1922년까지 존재했던 러시아 제국의 주로 주도는 니콜라옙스크나아무레(1856년 ~ 1880년), 블라디보스토크(1888년 ~ 1922년)이다. 현재의 러시아 프리모르스키 변경주에 걸쳐 있었다.

## 같이 보기
- 아무르 병합